# 佐藤昌介 (歴史学者)
佐藤 昌介（さとう しょうすけ、1918年1月24日 - 1997年5月16日）は、日本近世史学者、洋学史専攻。

## 経歴
1918年、北海道生まれ。松本高等学校文科甲類を経て、1943年東京帝国大学文学部国史学科を卒業。
戦後、東北大学教養部教授となった。1962年、学位論文『洋学史における主要問題：洋学と封建権力との関係をめぐって』を東北大学に提出して文学博士号を取得。1981年、東北大学を定年退官し、名誉教授となった。

## 受賞・栄典
- 1991年秋：勲三等旭日中綬章受勲。

## 研究内容・業績
- 日本近世史を専門とし、特に日本が受容した洋学を研究対象とした。
- 従来蘭学者の弾圧とされてきた蛮社の獄を、鳥居耀蔵と江川英龍の対立によるものと位置づけ直した。

## 著作
著書
- 『洋学史研究序説 洋学と封建権力』岩波書店 1964
- 『洋学史の研究』中央公論社 1980
- 『渡辺崋山』吉川弘文館（人物叢書） 1986
- 『洋学史論考』思文閣出版（思文閣史学叢書） 1993
- 『高野長英』岩波新書 1997

校訂など
- 『崋山・長英論集』岩波文庫 1978
  - 新版 2009
- 『渡辺崋山　高野長英　工藤平助　本多利明』(日本の名著25) 中央公論社（責任編集） 1972
  - 中公バックス、1984
- 『渡辺崋山　高野長英　佐久間象山　横井小楠　橋本左内』(日本思想大系55) 岩波書店 1971[2]